# Wong Ka-kui
Wong Ka-kui (黃家駒, 10 juin 1962 - 30 juin 1993) est un chanteur hongkongais. Cofondateur, chanteur principal et guitariste du groupe de rock Beyond, sa célébrité s'étendait dans toute l'Asie.
En 1993, alors qu'il se produit dans une émission de télévision en direct au Japon, il glisse de la scène et chute de près de 3 mètres la tête la première. Dans le coma, il meurt quelques jours plus tard à 31 ans.

## Biographie

### 1962–1983: Jeunesse
Les ancêtres de Wong sont originaires de Taishan au Guangdong. Il grandit dans le quartier So Uk Estate (en) dans le district de Sham Shui Po à Kowloon et étudie à l'école de commerce HK Sze Yap C&IA San Wui (四邑商工總會新會商會學校) et au collège Baldwin (博允英文中學). C'est au lycée qu'il découvre la musique européenne et américaine et est en particulier fasciné par David Bowie.
À 14 ou 15 ans, Wong acquiert une guitare acoustique dont son ancien voisin s'était débarrassée. À partir de ce moment, il consacre la majeure partie de son temps à la pratique de cet instrument tout en travaillant comme assistant de bureau, mécanicien polyvalent ou décorateur à la télévision.

### 1983–1988: Les débuts de Beyond
En 1983, Wong rencontre le batteur Yip Sai-wing (en) dans une entreprise de piano où le patron les présente. Ils ont tous deux le projet de participer à un concours de Guitar Magazine puis forment le groupe Beyond avec le guitariste William Tang (鄧煒謙) et le bassiste Lee Wing-chiu (李榮潮). Fin 1983, son petit frère Wong Ka-keung (en) rejoint le groupe à la place de Lee. Beyond remporte ensuite un concours Yamaha Guitar organisé par Tom Lee Music (en) en 1984. En 1985, Paul Wong (en) remplace le guitariste Chan Sze On (陳時安). Par la suite, Beyond autofinance son premier concert appelé Waiting Forever à l'Institut Caritas d'éducation communautaire (en).
En 1986, Lau Chi-yuen (劉志遠), qui joue de la guitare et du clavier, complète la formation finale de Beyond pour enregistrer leur premier album Goodbye Ideals (再見理想) et leur première cassette Waiting Forever (永遠等待). Après cela, Beyond signe un contrat avec Kinn's Music Ltd, formé par Leslie Chan (陳健添). En 1987, Beyond sort l'album Arabian Dancing Girls (亞拉伯跳舞女郎) puis Modern Stage (現代舞台) l'année suivante.

### 1988–1991: Premiers succès, Cinepoly Records et préoccupations sociales
Après la sortie de Modern Stage (現代舞台), Lau Chi-yuen quitte Beyond qui signe un contrat avec Cinepoly Records (en) et produit l'album Secret Police (秘密警察), qui commence à gagner en popularité. Wong écrit les tubes The Grand Earth (大地) et Like You (喜歡你). En 1989, il remporte plusieurs prix musicaux pour les morceaux Truly Love You (真的愛你), Midnight Wall (午夜迷牆) et Forgive Me Today (原諒我今天).
La même année, ils produisent l'album True Witness (真的見證), sur lequel divers artistes participent comme Sam Hui, Alan Tam, Connie Mak (en) et Bennett Pang (en).
De 1990 à 1991, ils accordent plus d'attention aux questions sociales et aux événements en cours dans le monde. Wong écrit les paroles de Glorious Years (光輝歲月) durant sa visite en Nouvelle-Guinée en 1990, et qui est un hommage à Nelson Mandela. En 1991, Beyond se rend au Kenya où le groupe est témoin de la misère et de la pauvreté sur place. À son retour, un certain nombre de chansons sont écrites sur les graves problèmes de l'Afrique. La Fondation Beyond pour le Tiers monde est créée la même année avec les bénéfices de la re-sortie d'un premier album.
En 1991, Wong tient un premier rôle dans le film Cageman qui remporte le Hong Kong Film Award du meilleur film lors de la 12e cérémonie des Hong Kong Film Awards.

### 1992–1993: Carrière au Japon
Réalisant les limites de la taille du marché musical de Hong Kong, Beyond décide de réorienter sa carrière vers le Japon. En janvier 1992, il signe un contrat avec le label japonais Amuse et sort un album intitulé Continue the Revolution (繼續革命). En mai 1993, Beyond revient à Hong Kong avec un nouvel album, Rock and Roll (樂與怒). La chanson écrite par Wong, Océans sans limites, ciel immense (en) (海闊天空), remporte le prix de la meilleurs chanson originale à Hong Kong. Avant de retourner au Japon, Beyond organise une série de concerts acoustiques à Hong Kong et en Malaisie, qui sont les derniers concerts de Beyond avec Wong Ka-kui.

## Mort
Beyond émigre au Japon en 1992 pour poursuivre ses activités dans l'industrie musicale. Le 24 juin 1993, pour promouvoir son nouveau disque, Beyond participe au tournage d'un jeu télévisé japonais populaire intitulé Ucchan-nanchan no yarunara yaraneba (ウッチャンナンチャンのやるならやらねば!) dans les studios de Fuji TV. 15 minutes après le début de l'émission en direct, Wong glisse sur le sol de la scène avec l'un des présentateurs, Teruyoshi Uchimura (en), et chute de 2,7 mètres. Il atterrit la tête la première et tombe immédiatement dans le coma. Il est transporté d'urgence à l'hôpital, mais en raison de ses graves traumatismes crâniens, l'hôpital dit l'avoir opéré avec prudence alors qu'il ne l'a en fait jamais opéré et attendait qu'il se réveille de lui-même.
Le 26 juin, plusieurs admirateurs de Beyond se rassemblent sur le parking de la station Commercial Radio Hong Kong (en) pour prier pour lui. Alors que Wong est toujours à l'hôpital, le label japonais du groupe embauche un maître de Qi gong pour soigner sa blessure mais aucune progression n'est visible. Six jours plus tard, à 16 h 15, à l'hôpital universitaire de médecine de femmes de Tokyo, le 30 juin 1993, un représentant japonais annonce la mort de Wong lors d'une conférence de presse. Le cortège funèbre provoque l'arrêt du trafic dans les principales rues de Hong Kong, et presque tous les célèbres chanteurs de cantopop de Hong Kong sont présents pour lui rendre hommage. Il est enterré au cimetière chinois permanent Tseung Kwan O (en) dans la section 15, allée 6, n°25. Sa pierre tombale est en marbre blanc et porte l'image d'une guitare.

## Postérité
La chanson Océans sans limites, ciel immense (en), écrite par Wong, est un classique de la musique rock cantonaise et l'une des plus connues de Beyond.
En décembre 2007, la chaîne RTHK produit une série de documentaires intitulée Une Légende ne meurt jamais sur Roman Tam (en), Anita Mui, Leslie Cheung, Teresa Teng, Wong Ka-kui et Danny Chan. L'épisode de Wong est diffusé sur TVB le 26 janvier 2008 et intitulé L'eau de source de l'industrie musicale de Hong Kong.
Le 8 novembre 2005, la poste de Hong Kong publie une collection de timbres appelée Hong Kong Pop Singers et Wong est l'un des cinq chanteurs choisis.
Lors d'un vote organisé par Sina Corporation (en) en 2007, Wong est l'une des célébrités décédées préférées avec Leslie Cheung et Anita Mui. Il existe de nombreuses chansons d'hommage qui lui sont dédiées, notamment The Champion of Love du groupe de rock Bakufu-Slump, Him de Soler (en), Wish You Well de son frère Wong Ka-keung (en), Paradise et Combat for twenty years de Beyond et The Story de Paul Wong.
Durant un concert de Beyond en 2003, Wong est ressuscité sous la forme d'une projection vidéo grandeur nature, aux côtés des autres membres du groupe pendant qu'ils chantent Combat for twenty years, 10 ans après sa mort.
L'astéroïde (41742) Wongkakui est nommé en sa mémoire le 29 mai 2018.

## Discographie
- 1986 : Goodbye Ideals (再見理想)
- 1987 : Waiting Forever (永遠等待)
- 1987 : A New World (新世界)
- 1987 : Arabian Dancing Girl (阿拉伯跳舞女郎)
- 1987 : A Lonely Kiss (孤單一吻)
- 1988 : Modern Stage (現代舞台)
- 1988 : Secret Police (秘密警察)
- 1988 : The Best of Beyond Yesterday's Footprints (舊日的足跡)
- 1989 : The Real Testimony (真的見證)
- 1990 : "A Moment of Romance" Movie Soundtrack （＜天若有情＞電影原聲）
- 1990 : Win Against Your Own Demon (戰勝心魔)
- 1990 : The Fate Party (命運派對)
- 1991 : Deliberate (猶豫)
- 1991 : BEYOND LIVE (91生命接觸演唱會)
- 1992 : The Revolution Continues (繼續革命)
- 1992 : The Ultimate Emptiness (無盡空虛)
- 1992 : Beyond Belief (Mandarin) (信念)
- 1993 : Rock and Roll (TC: 樂與怒)
- 1993 : Wong Ka Kui's Everlasting Spirit-Special Collection
- 1994 : Second Floor Back Suite （二樓後座)
- 1995 : Sound （聲音）

## Filmographie
- 1987 : Sworn Brothers
- 1987 : No Regret
- 1989 : The Black Wall
- 1989 : The Fun, the Luck & the Tycoon : le collègue de Lam Bo-sun au restaurant
- 1989 : Happy Ghost IV (en) : un membre du groupe Behind
- 1991 : Beyond's Diary
- 1991 : The Banquet : un membre du groupe
- 1992 : Cageman : Mao